# Agelasta lacteospreta
Agelasta lacteospreta es una especie de escarabajo longicornio de la subfamilia Lamiinae. Fue descrita científicamente por Heller en 1923.
Se distribuye por Filipinas. Posee una longitud corporal de 18 a 21,5 milímetros.